# Pearl Etienne
Pearl Etienne (sinh ngày 7 tháng 6 năm 1982) là một vận động viên cricket người Dominica đã đại diện cho Tây Ấn quốc tế. Cô ấy là một cung thủ tốc độ trung bình cánh tay phải.